# Aromatum Chaos
Aromatum Chaos és una profunda depressió, en el que es considera terreny caòtic. És la font del canal de desguàs Ravi Vallis i es troba a l'extrem oriental de Xanthe Terra, a la regió del quadrangle Sinus Margaritifer (MC-19) de Mart, situat a 1° 05′ S, 317° 00′ E / 1.09°S,317.0°E. Aromatum Chaos té una longitud de 91,5 km i una amplada mitjana d'uns 30 km.
S'ha calculat que la profunditat màxima del sòl d'Aromatum Chaos és d'uns 3,45 km per sota del nivell de la vora. La profunditat mitjana dels dos terços occidentals de la depressió d'Aromatum Chaos és d'uns 1,64 km i el terç oriental restant de l'àrea s'estima que té una profunditat d'uns 1,2±0,05 km per sota de la vora (utilitzant dades topogràfics MOLA). Així, la profunditat mitjana és d'1,49 km.
Es creu que la depressió Caos Aromatum i el veí canal de desguàs Ravi Vallis van ser causades per interaccions volcà-gel, que implicaven una combinació de dics i sills, que van alterar la criosfera de sota de la superfície. Es creu que això va perforar un aqüífer subterrani, que va provocar l'alliberament de grans quantitats d'aigua. Al seu torn, això va provocar un col·lapse de l'escorça, que va crear la depressió Aromatum Chaos, i un inundació catastròfica, que va formar el canal de desguàs Ravi Vallis. S'estima que la inundació durà entre 2 i 10 setmanes. Per obtenir estimacions del cabal d'aigua, com ara la velocitat de l'aigua, la velocitat de descàrrega del volum i el volum total d'aigua mínim descarregat, consulteu la pàgina de Ravi Vallis.
Les interaccions volcà-gel que van tenir lloc a Aromatum Chaos i les inundacions catastròfiques resultants que van formar el canal de desguàs veí de Ravi Vallis, també se sap que van tenir lloc a altres parts de Mart, per exemple; Kasei Valles, i Mangala Valles.